# Song Hye-kyo
Song Hye-kyo (hangul: 송혜교; ur. 22 listopada 1981) – południowokoreańska aktorka. Zdobyła popularność w Azji dzięki głównym rolom w serialach telewizyjnych Gaeul donghwa (2000), All In (2003), Full House (2004), Geu gyeo-ul, baram-i bunda (2013), Taeyang-ui huye (2016) i Namjachingu (2018).
W 2017 roku zajęła 7. miejsce na liście Korea Power Celebrity magazynu Forbes i 6. w 2018 roku. Sukces seriali telewizyjnych, w których grała Song, na arenie międzynarodowej sprawił, że stała się gwiazdą Hallyu.

## Życie prywatne
5 lipca 2017 roku aktorka i Song Joong-ki, z który zagrała w Taeyang-ui huye, ogłosili za pośrednictwem swoich agencji, że są zaręczeni. Pobrali się w prywatnej ceremonii 31 października 2017 roku w Youngbingwan, w Hotel Shilla w Seulu, pośród intensywnego zainteresowania mediów z całej Azji. W uroczystości uczestniczyła najbliższa rodzina i przyjaciele pary.
27 czerwca 2019 roku Song Joong-ki ujawnił, że poprzedniego dnia złożył wniosek o rozwód. Postępowanie rozwodowe zostało zakończone 22 lipca 2019 roku.

## Filmografia

### Filmy
| Rok  | Tytuł                      | Rola                               | Uwagi                       |
| ---- | -------------------------- | ---------------------------------- | --------------------------- |
| 2005 | Parang juuibo              | Bae Su-eun                         |                             |
| 2007 | Hwang Jin-yi               | Hwang Jin-yi                       |                             |
| 2008 | Make Yourself at Home      | Sookhy                             | amerykański film niezależny |
| 2010 | Camellia – "Love for Sale" | Bo-ra                              | antologia filmowa           |
| 2011 | Countdown                  | dziewczyna na plakacie (gościnnie) |                             |
| 2011 | Oneul                      | Da-hye                             |                             |
| 2013 | Wielki mistrz              | Zhang Yongcheng                    | film chiński                |
| 2014 | Dugeundugeun nae insaeng   | Choi Mi-ra                         |                             |
| 2014 | The Crossing: Part 1       | Zhou Yunfen                        | film chiński                |
| 2015 | Wo shi Nuwang              | Annie                              | film chiński                |
| 2015 | The Crossing: Part 2       | Zhou Yunfen                        | film chiński                |

### Seriale
| Rok       | Tytuł                                          | Rola                                       | Stacja telewizyjna |
| --------- | ---------------------------------------------- | ------------------------------------------ | ------------------ |
| 1996–1997 | Cheot sarang                                   | jedna z uczennic uczonych przez Hyo-kyunga | KBS2               |
| 1997      | Happy Morning (kor. 행복한 아침)               | Oh Ye-boon                                 | KBS2               |
| 1997      | Beautiful Face (kor. 아름다운 얼굴)            | rola epizodyczna                           | SBS                |
| 1997      | When They Met (kor. 그들이 만났을 때)          | statystka                                  | SBS                |
| 1997      | One of a Pair (kor. 짝)                        | statystka                                  | MBC                |
| 1997–1998 | Wedding Dress                                  | wnuczka                                    | KBS2               |
| 1998–1999 | Six Siblings (kor. 육남매)                     | Choi Eun-sil                               | MBC                |
| 1998–2000 | Soonpoong Clinic (kor. 순풍산부인과)           | Oh Hye-kyo                                 | SBS                |
| 1998      | Baekya 3.98                                    | młoda Hong Jung-yeon                       | SBS                |
| 1998      | Deadly Eyes (kor. 납량특집극 공포의 눈동자 편) | Oh Jung-ah                                 | SBS                |
| 1998–1999 | How Am I? (kor. 나 어때)                       | Ye-rin                                     | SBS                |
| 1999–2000 | Marching (kor. 행진)                           | Song Hye-kyo                               | SBS                |
| 1999–2000 | Sweet Bride (kor. 달콤한 신부)                 | Kim Young-hee                              | SBS                |
| 2000      | Gaeul donghwa                                  | Yoon/Choi Eun-seo                          | KBS2               |
| 2001      | Hotelier                                       | Kim Yoon-hee                               | MBC                |
| 2001      | Suhocheonsa                                    | Jung Da-so                                 | SBS                |
| 2003      | All In                                         | Min Su-yeon/Angela                         | SBS                |
| 2004      | Haetbit ssot-ajida                             | Ji Yeon-woo                                | SBS                |
| 2004      | Full House                                     | Han Ji-eun                                 | KBS2               |
| 2008      | Geudeul-i saneun sesang                        | Joo Joon-young                             | KBS2               |
| 2013      | Geu gyeo-ul, baram-i bunda                     | Oh Young                                   | SBS                |
| 2016      | Taeyang-ui huye                                | Kang Mo-yeon                               | KBS2               |
| 2018–2019 | Namjachingu                                    | Cha Soo-hyun                               | tvN                |

## Nagrody i nominacje
| Rok  | Ceremonia                                | Kategoria                                     | Nominowany                    | Wynik     |
| ---- | ---------------------------------------- | --------------------------------------------- | ----------------------------- | --------- |
| 1996 | SunKyung Smart Model Contest             | Daesang                                       |                               | Wygrana   |
| 1998 | SBS Drama Awards                         | Najlepsza nowa aktorka w sitcomie             | Soonpoong Clinic, How Am I?   | Wygrana   |
| 2000 | KBS Drama Awards                         | Photogenic Award, Actress                     | Gaeul donghwa                 | Wygrana   |
| 2000 | KBS Drama Awards                         | Popularity Award, Actress                     | Gaeul donghwa                 | Wygrana   |
| 2001 | 37. Baeksang Arts Awards                 | Najbardziej popularna aktorka (TV)            | Gaeul donghwa                 | Wygrana   |
| 2001 | 37. Baeksang Arts Awards                 | Najlepsza nowa aktorka (TV)                   | Gaeul donghwa                 | Nominacja |
| 2001 | Gold Song Awards (Hongkong)              | Top Korean Star                               |                               | Wygrana   |
| 2001 | 16. Golden Disk Awards                   | Popular Music Video Award                     | „Once Upon a Day” Kim Bum-soo | Wygrana   |
| 2001 | SBS Drama Awards                         | Top 10 Stars                                  | Suhocheonsa                   | Wygrana   |
| 2001 | SBS Drama Awards                         | SBSi Award                                    | Suhocheonsa                   | Wygrana   |
| 2002 | CETV Awards                              | Top 10 Asian Entertainers                     |                               | Wygrana   |
| 2003 | SBS Drama Awards                         | Top 10 Stars                                  | All In                        | Wygrana   |
| 2003 | SBS Drama Awards                         | Top Excellence Award, Actress                 | All In                        | Wygrana   |
| 2004 | KBS Drama Awards                         | Najlepsza para (z Rainem)                     | Full House                    | Wygrana   |
| 2004 | KBS Drama Awards                         | Popularity Award, Actress                     | Full House                    | Wygrana   |
| 2004 | KBS Drama Awards                         | Top Excellence Award, Actress                 | Full House                    | Wygrana   |
| 2005 | 41. Baeksang Arts Awards                 | Najlepsza aktorka (TV)                        | Full House                    | Nominacja |
| 2006 | 42. Baeksang Arts Awards                 | Najlepsza nowa aktorka (Film)                 | Parang juuibo                 | Nominacja |
| 2006 | 43. Grand Bell Awards                    | Najlepsza nowa aktorka                        | Parang juuibo                 | Nominacja |
| 2007 | 28. Blue Dragon Film Awards              | Najlepsza aktorka                             | Hwang Ji-yi                   | Nominacja |
| 2007 | 6. Korean Film Awards                    | Najlepsza nowa aktorka                        | Hwang Ji-yi                   | Wygrana   |
| 2008 | KBS Drama Awards                         | Excellence Award, Actress in a Miniseries     | Geudeul-i saneun sesang       | Nominacja |
| 2011 | 12th Women in Film Korea Awards          | Najlepsza aktorka                             | Oneul                         | Wygrana   |
| 2013 | 49. Baeksang Arts Awards                 | Najlepsza aktorka (TV)                        | Geu gyeo-ul, baram-i bunda    | Nominacja |
| 2013 | 7th Mnet 20's Choice Awards              | 20's Drama Star – Female                      | Geu gyeo-ul, baram-i bunda    | Nominacja |
| 2013 | 8th Seoul International Drama Awards     | Outstanding Korean Actress                    | Geu gyeo-ul, baram-i bunda    | Nominacja |
| 2013 | 6. Korea Drama Awards                    | Daesang                                       | Geu gyeo-ul, baram-i bunda    | Nominacja |
| 2013 | 2. APAN Star Awards                      | Top Excellence Award, Actress                 | Geu gyeo-ul, baram-i bunda    | Nominacja |
| 2013 | 2. APAN Star Awards                      | Daesang                                       | Geu gyeo-ul, baram-i bunda    | Wygrana   |
| 2013 | SBS Drama Awards                         | Top Excellence Award, Actress in a Miniseries | Geu gyeo-ul, baram-i bunda    | Wygrana   |
| 2013 | SBS Drama Awards                         | Top 10 Stars                                  | Geu gyeo-ul, baram-i bunda    | Wygrana   |
| 2013 | SBS Drama Awards                         | Najlepsza para (z Jo In-sungiem)              | Geu gyeo-ul, baram-i bunda    | Nominacja |
| 2016 | 52. Baeksang Arts Awards                 | Najlepsza aktorka (TV)                        | Taeyang-ui huye               | Nominacja |
| 2016 | 52. Baeksang Arts Awards                 | Najbardziej popularna aktorka (TV)            | Taeyang-ui huye               | Wygrana   |
| 2016 | 52. Baeksang Arts Awards                 | iQiyi Global Star Award                       | Taeyang-ui huye               | Wygrana   |
| 2016 | 5. APAN Star Awards                      | Desang                                        | Taeyang-ui huye               | Nominacja |
| 2016 | 5. APAN Star Awards                      | Top Excellence Award, Actress in a Miniseries | Taeyang-ui huye               | Nominacja |
| 2016 | 5. APAN Star Awards                      | Najlepsza para (z Song Joong-ki)              | Taeyang-ui huye               | Wygrana   |
| 2016 | 7th Korean Popular Culture & Arts Awards | President's Award                             |                               | Wygrana   |
| 2016 | 1st Asia Artist Awards                   | Best Artist Award, Actress                    | Taeyang-ui huye               | Nominacja |
| 2016 | KBS Drama Awards                         | Daesang                                       | Taeyang-ui huye               | Wygrana   |
| 2016 | KBS Drama Awards                         | Top Excellence Award, Actress                 | Taeyang-ui huye               | Nominacja |
| 2016 | KBS Drama Awards                         | Excellence Award, Actress in a Miniseries     | Taeyang-ui huye               | Nominacja |
| 2016 | KBS Drama Awards                         | Najlepsza para (z Song Joong-ki)              | Taeyang-ui huye               | Wygrana   |
| 2016 | KBS Drama Awards                         | Najlepsza para w Azji (z Song Joong-ki)       | Taeyang-ui huye               | Wygrana   |